# Karl Mayerhofer (Sänger, 1873)
Karl Mayerhofer, genannt Hungerl, (* 1873; † 13. März 1905 in Wien) war ein österreichischer Volksliedsänger und Fiaker.

## Leben
Johann Schrammel verpflichtete ausgesuchte Natursänger für die Begleitung des Schrammel-Quartetts, unter denen die Fiakersänger in der Mehrzahl waren. Unter diesen gelangten die Fiaker Karl Mayerhofer, genannt Hungerl, der Leibfiaker des Kronprinzen Rudolf Josef Bratfisch, aufgrund seiner Leibesfülle Nockerl genannt und Franz Reil, genannt Schuster-Franz, zu hoher Bekanntheit. Mayerhofers Spitzname Hungerl bezog sich auf seine körperliche Erscheinung und seine schlanke Statur. 1905 wurde Mayerhofer Opfer eines Verkehrsunfalls, bei dem ein Motorwagen beim Schottentor seinen Fiaker rammte. An den Folgen des Unfalles verstarb er fünf Wochen später. An seiner Bestattung am Hernalser Friedhof (Gruppe N, Nummer 81) sollen rund 20.000 Trauergäste aus dem In- und Ausland teilgenommen haben.
Im 17. Wiener Gemeindebezirk Hernals wurde 1950 in der Lacknergasse 60 eine Gedenktafel für die drei Fiakersänger Karl Mayerhofer, Josef Bratfisch und Franz Reil enthüllt, bei der Festveranstaltung trat die Wienerliedsängerin Maly Nagl auf.

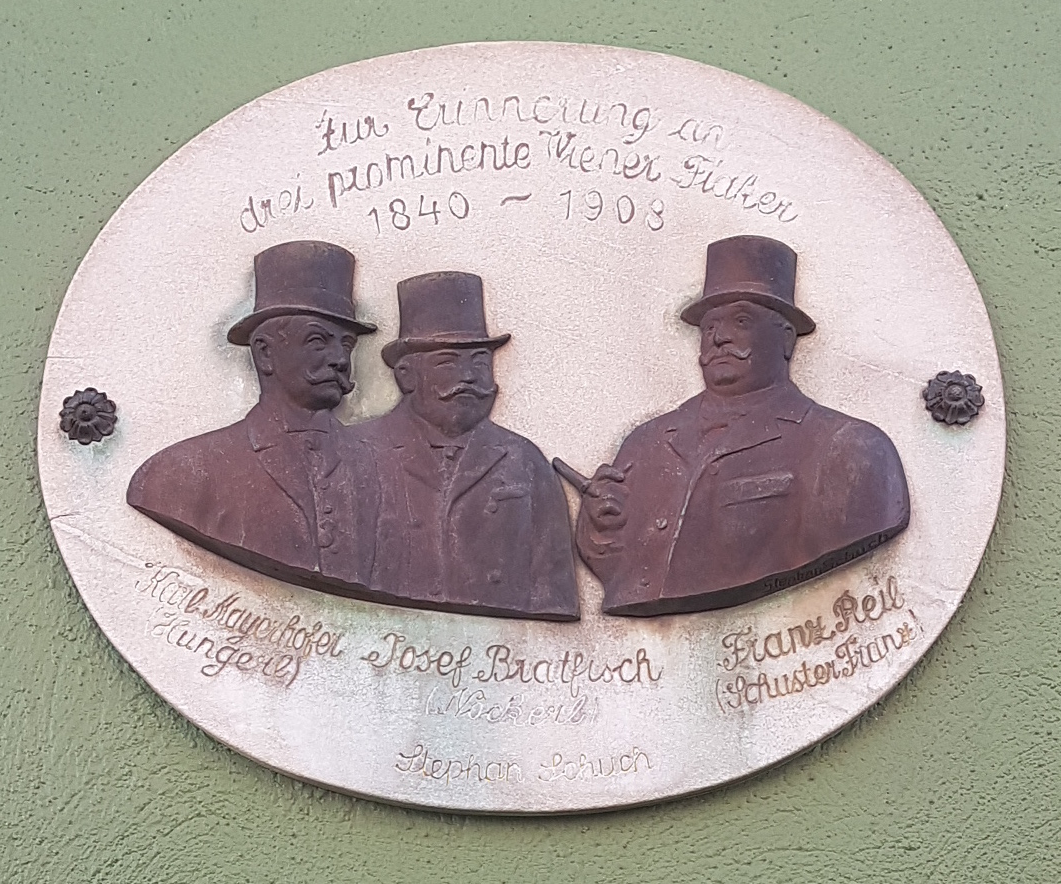
Fiaker Karl Mayerhofer (Hungerl), Josef Bratfisch (Nockerl) und Franz Reil (Schuster Franz)